# Hop Marjanneke
Hop Marjanneke is een volksliedje dat tegenwoordig wordt gezongen als kinderliedje. Het liedje is hoogstwaarschijnlijk ontstaan rond 1800, aangezien het verwijst naar de politieke omstandigheden van die tijd.

## Historische achtergrond
Dit liedje stamt waarschijnlijk uit de Franse tijd in Nederland (1795-1813), toen de stadhouder prins Willem V werd verjaagd en de patriotten de Bataafse Republiek uitriepen met militaire steun van Frankrijk.
Verschillende woorden uit het liedje verwijzen hiernaar:
- 'Marjanneke' is een verwijzing naar het nationale symbool van Frankrijk. De Franse maagd Marianne is symbool van dat land sinds 1792.
- De 'poppetjes' zijn mogelijk de Franse soldaten, of de oranjegezinden die door de Fransen werden verdreven.

- De 'prins' is stadhouder prins Willem V, die na de Franse bezetting in januari 1795 naar Engeland vluchtte.

- De 'kale Fransen' heeft betrekking op het feit dat de Franse soldaten in Nederland aankwamen arm en zonder spullen, en vooral zonder pruik op het hoofd, in een bewuste afwijking van de gangbare mode van voor de Franse Revolutie. Ook werd in de derde regel in plaats van 'prins' weleens 'Pruis' gezongen, hiermee verwijzend naar de Pruisische inval uit 1787 (die de macht van prins Willem V steunde).

De melodie is in Frankrijk bekend van het oude volksliedje 'Marie trempe ton pain'. In de Elzas kent men ook de volksdans 'Hop Mariannele' (soms gespeld als 'Hopp, Mariannchen' of 'Hop Marianala').

## Oudste vindplaatsen van het liedje
De Nederlandse Liederenbank van het Meertens Instituut vermeldt als oudste vindplaats van het liedje de handschriftcollectie van het Bureau van het Nederlandse Volkseigen, die rond 1850 is verzameld. De incipit luidt daar: 'Hoepsa, Janneke, / Stroop in 't kanneke'. Het oudste liedboekje waarin het liedje is te vinden, is Nederlandsche baker- en kinderrijmen, samengesteld door J. van Vloten (vierde druk 1894). De beginregel is daar: 'Hop, Marjannetje, stroop in 't kannetje, / laat de popjes dansen'.

## Tekst
Volksliedjes kennen, door hun mondelinge overlevering, vaak vele (regionale en/of tijdgebonden) varianten in zowel tekst als melodie. De huidige tekst van het liedje gaat gewoonlijk als volgt (zie varianten onder deze liedtekst).
Hop, Marjanneke, stroop in 't kanneke
laat de poppetjes dansen
gisteren was er de prins in 't land
en nu die kale Fransen.
Hop, Marjanneke, stroop in het kanneke
hop, Marjanneke Janssen
hij wiegt het kind en hij roert de pap
en laat zijn hondje dansen.

### Varianten
Zoals gebruikelijk bij volksliedjes, kent ook dit liedje tekstvarianten.
Bijvoorbeeld r. 3:
eertijds was de prins in het land
of:
eertijds was de Pruis in het land

## Tweede couplet
Het tweede couplet komt ook zelfstandig voor, als kluchtlied of spotlied op een onderdanige echtgenoot, die zijn vrouw laat dansen (en soms ook geld laat verkwisten), terwijl hij de pap roert en voor het kind zorgt.
Florimond van Duyse vermeldt in zijn liedboek Het oude Nederlandsche lied een aantal varianten. Een voorbeeld hieruit:
Daer was eenen man,
eenen fraeyen man,
eenen man van complaisantie,
en hy wiegt het kind,
en hy roert den pap,
en hy laet zyn vrouwtje dansen.
De Nederlandse Liederenbank van het Meertens Instituut heeft als oudste vermelding van dit spotlied de liedbundel De vrolyke Trompetter. Blazende op zyn Trompet, de Nieuwste Liederen en Aria's die Hedendaags Gezongen worden (Amsterdam, ca. 1810-1830). Het lied telt 8 coupletten en de incipit luidt: 'Een goede man, een brave man, / Hy laat zyn vrouwtje dansen'.